# Porfyr

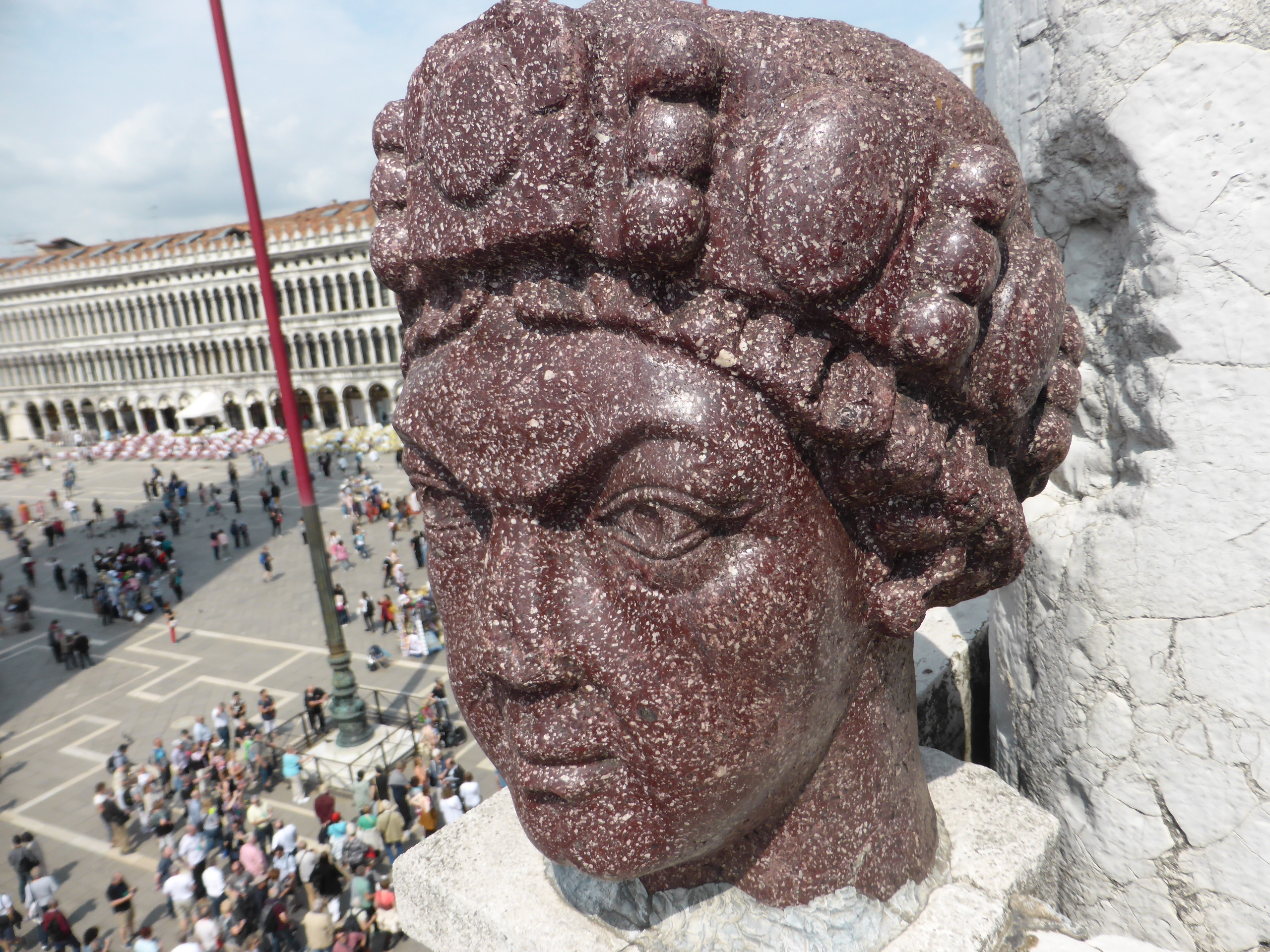
Carmagnola, hlava císaře Justiniána, porfyr, Konstantinopol, 4. stol., křižáky přenesena do Benátek

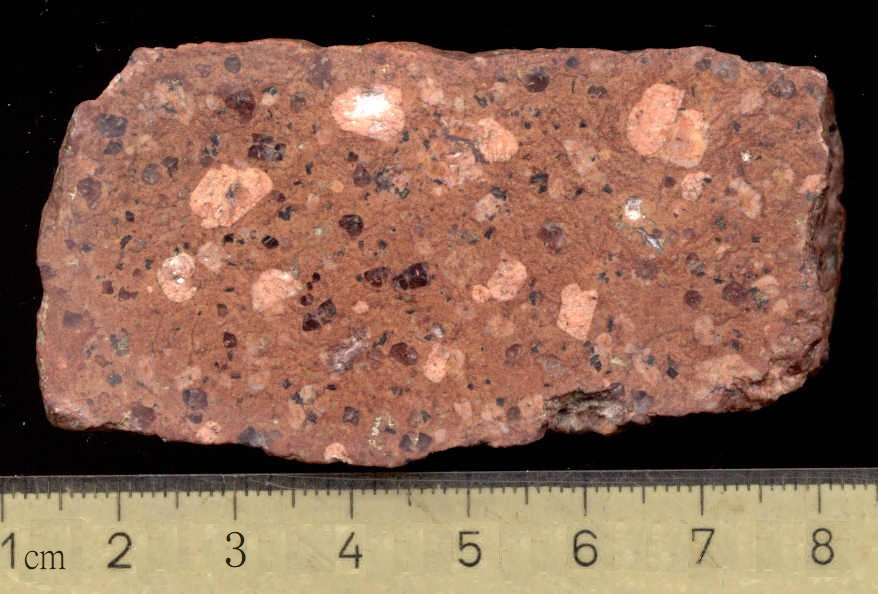
Ryolit či křemenný porfyr, lokalita Löbejün u Halle

Porfyr, zastarale porfyrit, je všeobecné označení kyselých až intermediálních intruzivních, subvulkanických hornin s porfyrickou texturou. Jde o horniny, které obsahují větší krystaly (tzv. fenokrysty, často tvořené živcem) obklopené v jemnozrnné základní hmotě, jejíž elementy není možno rozlišit pouhým okem. Termín je odvozen od texturní klasifikace hornin, která není zohledněna v klasifikaci eruptivních hornin podle IUGS. Přestože nejde o systematické označení, je tento termín stále běžně používán.
Název porfyru bývá odvozen od hlavních minerálů vyskytujících se jako fenokrysty (např. křemenoživcový porfyr), anebo podle typu horniny, od níž je odvozen (např. granitový porfyr). Minerální složení je závislé na typu porfyru, časté jsou vyrostlice živců, přítomen může být i křemen a biotit. Minerály v základní hmotě většinou není možné rozlišit pouhým okem. Porfyry mohou vznikat z magmatu v připovrchových podmínkách při náhlém uvolnění vody a následném poklesu tlaku.

## Historie
Termín porfyr resp. porfyrit se používá už od antických dob. Pochází z řeckého porphyreos – fialový. Termín byl zaveden podle typické červené horniny s krystaly velkých bílých živců, která byla běžně používána k výrobě stavebních článků (sloupy chrámů), soch (sousoší tetrarchů), sarkofágů a ozdob, počínaje starověkým Jeruzalémem (sloupy Davidova chrámu), starověkým Římem,  přes Byzanc (paláce a chrámy v Konstantinopoli a jejich výzdoba), až po památky doby románské a gotické.
Označení porfyrit se původně používalo pro horniny neobsahující křemen, resp. porfyrické horniny dioritového složení. Termín křemenný porfyrit zavedl K. H. Rosenbusch (1877) a používal ho pro označení paleodacitů. Označení křemenný porfyr se v minulosti používalo v Evropě pro předterciérní ryolity.
Porfyry jsou často spojeny s ložisky měděných, molybdenových, kobaltových a wolframových rud a tento termín se často používá v souvislosti s nimi. Označení se také používalo pro vyvřelé červené horniny využívané pro dekorativní účely.
Příkladem takových hornin může být například porfyrická žula nebo andezit.